# Anne Deslions
Pour les articles homonymes, voir Lion (homonymie).
Anne Deslions, née en 1829 à Paris et morte le 26 août 1873 à Amélie-les-Bains, est l'une des plus célèbres courtisanes françaises du demi-monde du Second Empire.

## Biographie
Anne Deslions est née dans une famille d'ouvriers et s'enfuit d'un bordel à l'âge de seize ans, après quoi elle s'est établie comme courtisane de riches amants à Paris. L'un de ses clients les plus connus est le prince Napoléon Bonaparte,, ce qui lui permet de rencontrer davantage de personnes du même milieu.
Vers 1850, elle habite a proximité des frères Goncourt rue Saint-Georges et Jules Goncourt est peut-être son amant. Par la suite, elle déménage pour un appartement richement décoré rue Taitbout. 
Lambert-Thiboust est l'un de ses amants. 
Le plat de pommes de terre appelé Pommes de terre Annette ou Pommes Anna, est créé et nommé par le chef français Adolphe Dugléré en l'honneur d'Anna Deslions, qui fréquente le Café Anglais.

## Dans la littérature

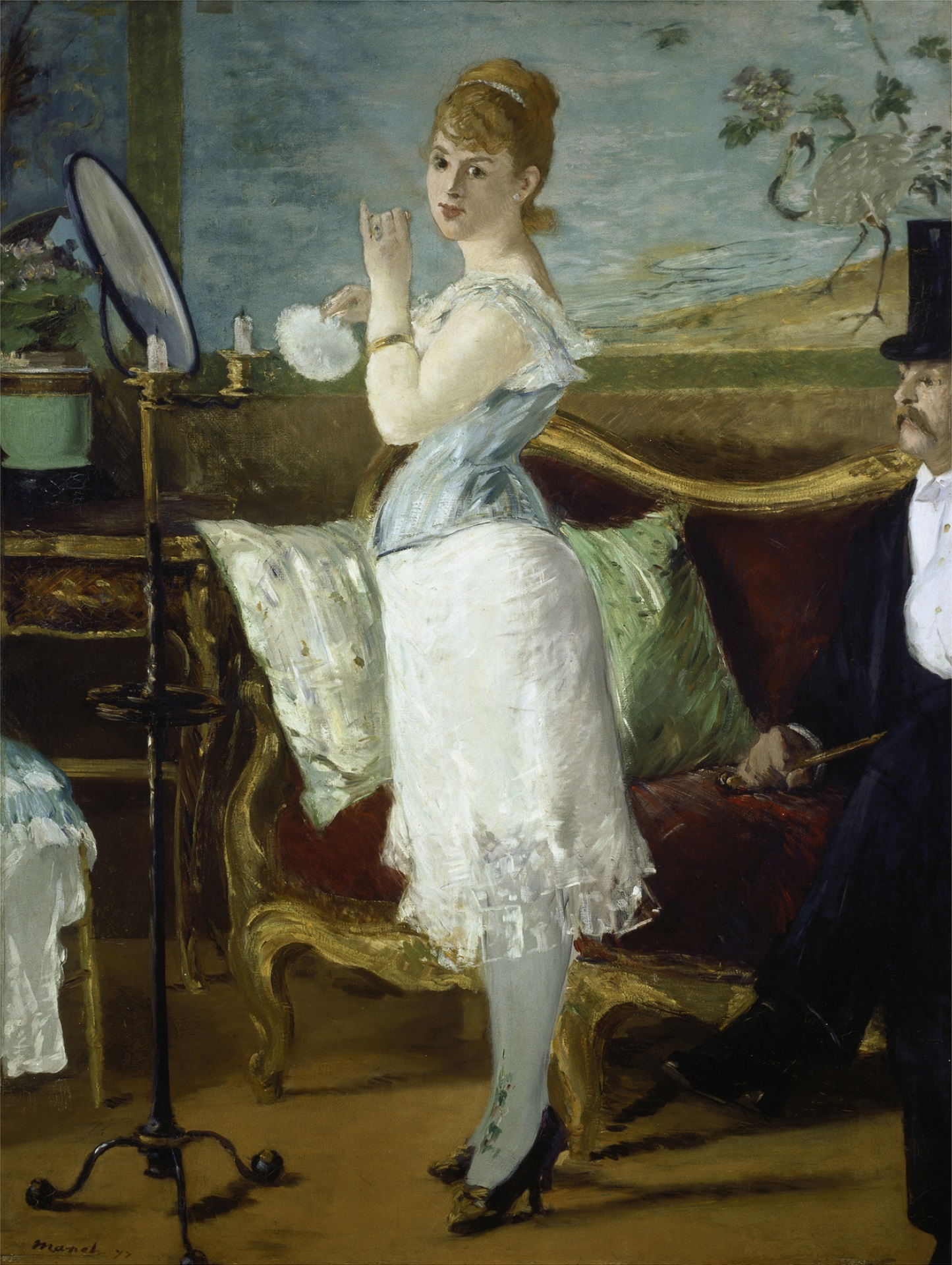
Nana par Édouard Manet (1877).

Anne Deslions aurait inspiré le personnage de Nana d'Émile Zola,.
Édouard Manet peint Nana à la suite de ce roman.